# Latham (Kansas)
Latham é uma cidade localizada no estado americano de Kansas, no Condado de Butler.

## Demografia
Segundo o censo americano de 2000, a sua população era de 164 habitantes. Em 2006, foi estimada uma população de 165, um aumento de 1 habitante (0.6%).

## Geografia
De acordo com o United States Census Bureau tem uma área de 0,6 quilômetros quadrados, dos quais 0,6 quilômetros quadrados cobertos por terra e 0,0 quilômetros quadrados cobertos por água. Latham localiza-se a aproximadamente 449 metros acima do nível do mar.

## Localidades na vizinhança
O diagrama seguinte representa as localidades num raio de 28 quilômetros ao redor de Latham.